# 秋田県総合公社
一般財団法人秋田県総合公社（あきたけんそうごうこうしゃ）とは、秋田県が保有する体育・文化施設等の管理・運営等を行う法人。スポーツ・文化の振興、産業廃棄物の適正処理、脳血管医学の振興に寄与する事業など、県民福祉の向上を目的として、2000年（平成12年）に既存の4法人を統合して設立された。

## 公社概要
- 設立：2000年4月1日
- 所在地：秋田県秋田市新屋町字砂奴寄4番地6

## 沿革
- 2000年（平成12年）4月1日 - 秋田県環境保全公社を存続法人として、秋田県脳血管医療施設管理公社、秋田県脳血管医学振興会、秋田県スポーツ振興事業団の4財団法人が統合し、財団法人秋田県総合公社が設立され、秋田県等から15施設の管理運営および4施設の業務を委託された。
  - 11月29日 - 秋田県から秋田県立総合プールの管理運営を受託する。
- 2004年（平成16年）3月19日 - 秋田県の指定管理者制度第1号として秋田県立武道館の管理運営を行う。
- 2006年（平成18年）4月1日 - 秋田県環境保全センター他13施設について指定管理者として管理運営を行う。

## 業務内容
- 県有施設等の管理運営
- 産業廃棄物処理に関する事業や脳血管研究センター等の業務受託等、各種事業の実施と利用の促進
- 秋田県が出資する法人間の調整

### 指定管理者として管理運営している秋田県の施設
- 秋田県民会館
- 秋田県立体育館
- 秋田県立スケート場
- 秋田県環境保全センター
- 秋田県立中央公園
- 秋田県立総合射撃場
- 秋田県立総合プール
- 秋田県立野球場
- 秋田県立武道館